# Vänsterkryss
Vänsterkryss, begrepp eller yrkesjargong bland journalister, numera mindre vanligt. Begreppet syftar på dagens största nyhet, det som hamnar i "vänsterkrysset" - det vill säga överst till vänster på förstasidan.
Vänsterkryss gäller ofta, men inte generellt över västvärldens tidningar. Flera amerikanska högkvalitets-tidningar i stort format (framför allt, till relativt nyligen, Wall Street Journal) har en annan tradition för placering av dagens största nyhet. Begreppet blir nu snabbt otidsenligt, eftersom mycket få tidningar numera är av storformat, där flera nyheter samsas bredvid varandra högst upp på förstasidan. Övergången till tabloid eller andra mindre format har lett fram till en annan redigeringstradition, med ofta en enda nyhet över förstasidans hela bredd. Ett motsvarande - möjligen modernare - begrepp för intern jämförelse av nyhetsvärde bland journalister är topp, som i "Den nyheten toppar löpsedeln". Det begreppet används även i etermedia.